# Liu Di
Liu Di (Cinese tradizionale: 劉荻; Cinese semplificato: 刘荻; Pinyin: Liú Dí) (9 ottobre 1981) è una scrittrice cinese.
Nota con lo pseudonimo di Ratto di acciaio inossidabile (不锈钢老鼠) ispirato da un personaggio creato da Harry Harrison, fino alla sua detenzione nel novembre 2002 è stata fra gli esponenti più noti ed impegnati tra i dissidenti che richiedono democrazia e libertà di espressione per la Repubblica popolare cinese.

## Biografia
Liu Di è diplomata in psicologia presso l'Università Normale di Pechino.
Il caso di Liu divenne noto durante la censura da parte del Governo di alcun temi su internet (dalla politica alla  pornografia) per assumere pieno controllo del nuovo mezzo di comunicazione.
Il suo arresto causò clamore in tutto il mondo. Le giustificazioni addotte per la detenzione di Liu furono oggetto di satira sul sito del Partito con la richiesta del rilascio di altri "cyber-dissidenti".
Reclusa nella prigione Qincheng di Pechino, fu rilasciata il 28 novembre 2003 insieme a Wu Yiran e Li Yibin, anche loro "cyber-dissidenti".